# Pomnik Bohdana Chmielnickiego w Kijowie
Pomnik Bohdana Chmielnickiego w Kijowie – pomnik typu konnego upamiętniający Bohdana Chmielnickiego, stojący na placu Sofijskim w Kijowie.

## Historia
Pomysł ustawienia pomnika pojawił się już w latach 40. XIX wieku z inicjatywy Mykoły Kostomarowa, historyka i profesora Uniwersytetu Kijowskiego. Idea ta zyskała poparcie ze strony zastępcy dyrektora Kijowskiego Okręgu Szkolnego, Michaiła Józefowicza, który chciał, by stanął on w 200. rocznicę ugody perejasławskiej. Początkowo miał zdobić plac Besarabski, który w tym celu w latach 1869–1881 nosił imię Bohdana Chmielnickiego. Budowa była przekładana dwukrotnie; ze względu na wojnę krymską i drugi raz w 1863 z powodu powstania styczniowego.
Pomnik został opłacony z darowizn i odsłonięty w lipcu 1888 roku z okazji obchodów 900-lecia chrztu Rusi na placu Sofijskim. Rzeźba, zaprojektowana przez Michaiła Mikeszina, została odlana w 1879 roku w Petersburgu i przedstawia hetmana Chmielnickiego na koniu.

## Kontrowersje
Pierwotna wizja rzeźbiarza, który widział Hetmana tratującego kopytami konia postaci Żyda, Polaka i księdza katolickiego spotkała się z dużymi protestami. Car Aleksander II z obawy o podsycanie napięć etnicznych, a także z braku funduszy zalecił pozostawienie na cokole samej tylko postaci Chmielnickiego na koniu. Nie wykonano także postaci sprzymierzeńców Chmielnickiego: Rosjanina, Białorusina, Galicjanina (z ziem zachodnich zwanych Czerwoną Rusią) oraz Ukraińca – kobziarza grającego na kobzie.